# Добровольский (лунный кратер)
Добровольский (лат. Dobrovolʹskiy) — крупный древний ударный кратер в южном полушарии обратной стороны Луны. Название присвоено в честь советского летчика-космонавта Георгия Тимофеевича Добровольского (1928—1971) и утверждено Международным астрономическим союзом в 1973 г. Образование кратера относится к нектарскому периоду.

## Описание кратера

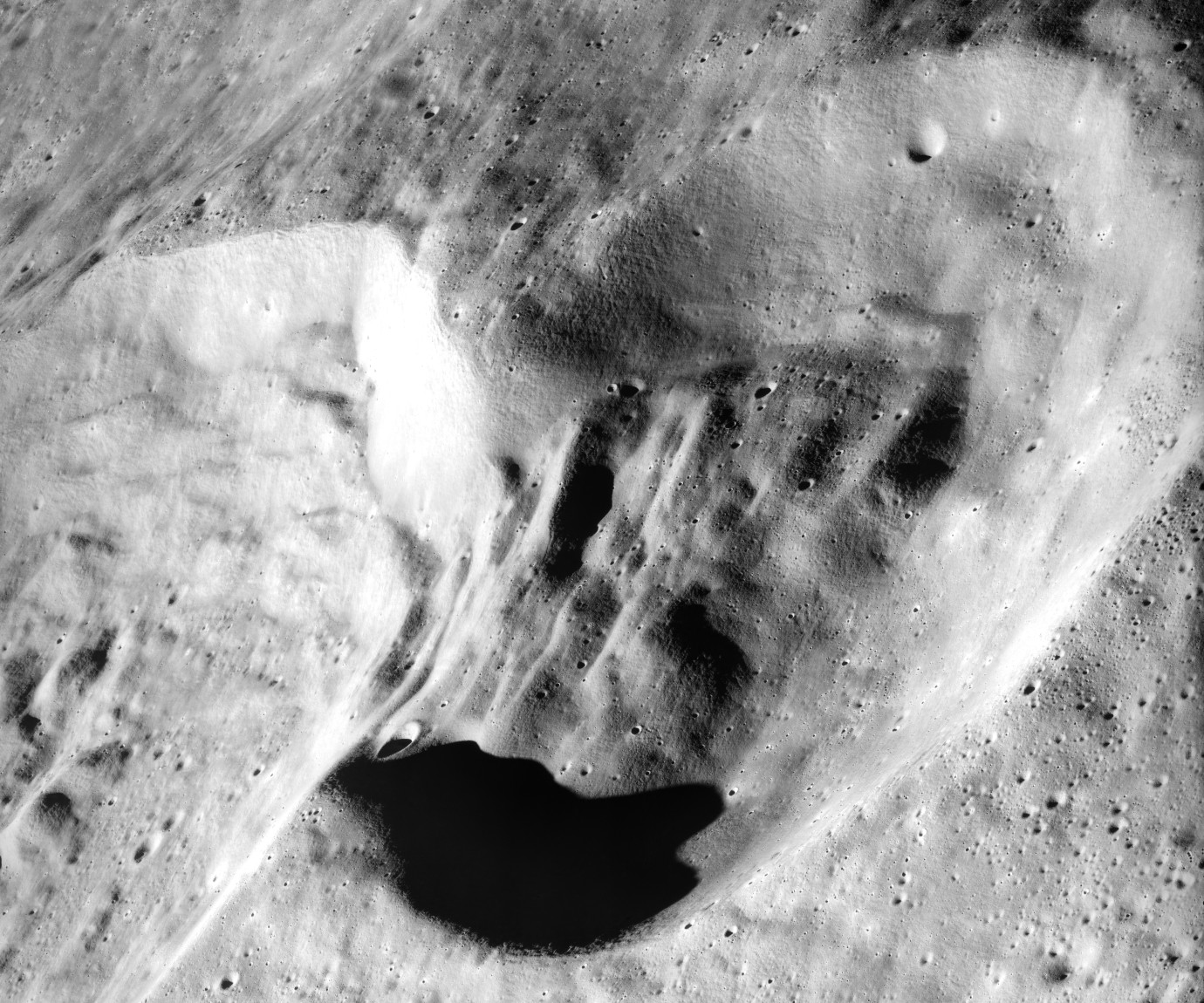
Кратеры Ширакаци (слева) и Добровольский (справа). Снимок с борта Аполлона-17.

Северо-западную часть вала кратера Добровольский перекрывает кратер Ширакаци. Другими ближайшими соседями кратера являются кратер Данжон на западе-северо-западе, кратер Перепёлкин на севере, кратер Лейн на северо-востоке, кратер Волков на востоке-юго-востоке, кратер Пацаев на юго-востоке и кратер Циолковский на юге. Селенографические координаты центра кратера 12°50′ ю. ш. 129°41′ в. д. / 12,83° ю. ш. 129,68° в. д., диаметр 38,4 км, глубина 2,2 км.
Кратер имеет полигональную форму и значительно разрушен за время своего существования. высота вала над окружающей местностью достигает 1010 м, объем кратера составляет приблизительно 1100 км³. Дно чаши пересеченное, практически полностью покрыто породами выброшенными при образовании кратера Ширакаци за исключением небольшого участка в южной части.

## Сателлитные кратеры

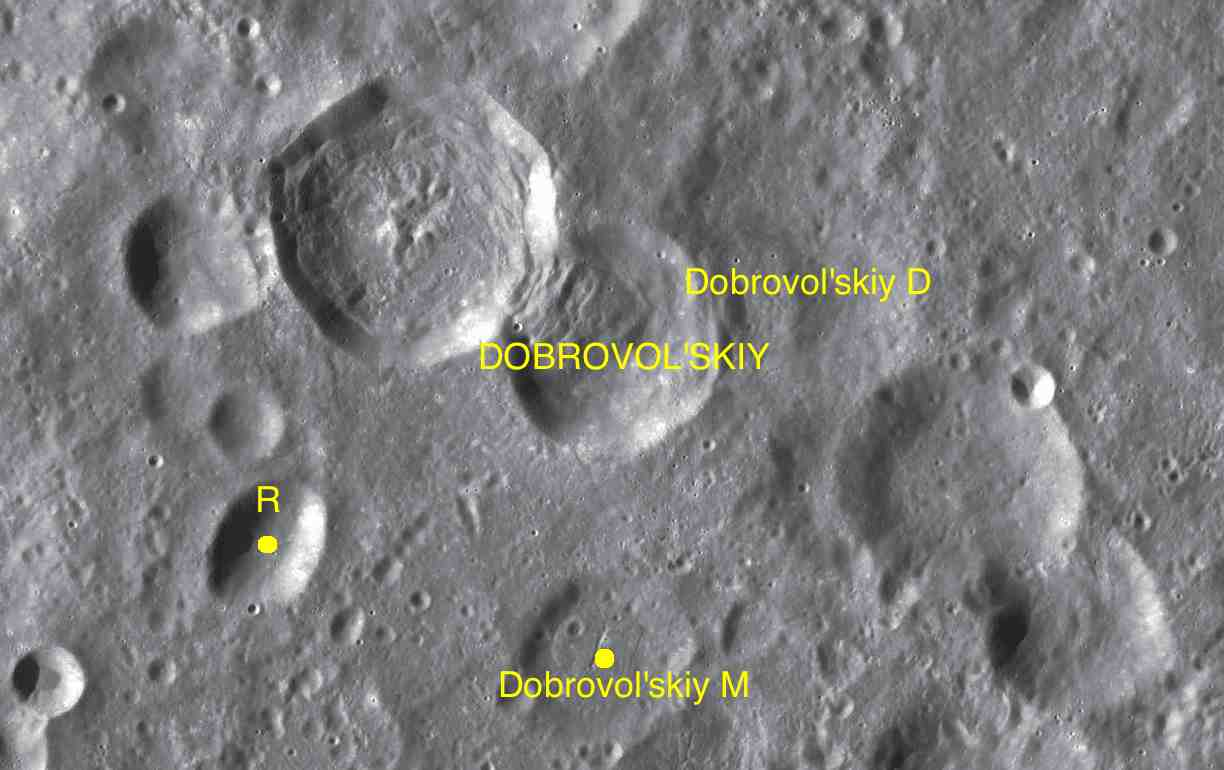
Фрагменты карт LAC-83, LAC-84.

| Добровольский | Координаты                                              | Диаметр, км |
| ------------- | ------------------------------------------------------- | ----------- |
| D             | 12°26′ ю. ш. 130°38′ в. д. / 12,44° ю. ш. 130,63° в. д. | 48,2        |
| M             | 14°36′ ю. ш. 129°39′ в. д. / 14,6° ю. ш. 129,65° в. д.  | 29,9        |
| R             | 13°58′ ю. ш. 127°43′ в. д. / 13,97° ю. ш. 127,72° в. д. | 22,9        |